# Sporting Clube de Portugal 1985-1986
Questa voce raccoglie le informazioni riguardanti lo Sporting Clube de Portugal nelle competizioni ufficiali della stagione 1985-1986.

## Stagione
Nella stagione 1985-1986 lo Sporting Lisbona, allenato da Manuel José, terminò il campionato al terzo posto a tre punti dal Porto. In coppa nazionale i Leões furono eliminati ai quarti di finale dai concittadini del Benfica. Il cammino europeo dello Sporting si fermò ai quarti di finale di Coppa UEFA, dove fu battuto dai tedeschi occidentali del Colonia, finalisti di quell'edizione.

## Rosa
| N. |                       | Ruolo | Calciatore      |
| -- | --------------------- | ----- | --------------- |
| -  | Portogallo (bandiera) | P     | Vítor Damas     |
| -  | Ungheria (bandiera)   | P     | Béla Katzirz    |
| -  | Portogallo (bandiera) | P     | Sérgio Louro    |
| -  | Portogallo (bandiera) | D     | António Morato  |
| -  | Portogallo (bandiera) | D     | Pedro Venâncio  |
| -  | Portogallo (bandiera) | D     | Gabriel Mendes  |
| -  | Portogallo (bandiera) | D     | Fernando Mendes |
| -  | Portogallo (bandiera) | D     | Virgílio Lopes  |
| -  | Brasile (bandiera)    | D     | Duílio          |
| -  | Portogallo (bandiera) | C     | Romeu Silva     |
| -  | Portogallo (bandiera) | C     | Oceano da Cruz  |
| -  | Portogallo (bandiera) | C     | Mário Jorge     |
| -  | Portogallo (bandiera) | C     | Litos           |

| N. |                          | Ruolo | Calciatore       |
| -- | ------------------------ | ----- | ---------------- |
| -  | Portogallo (bandiera)    | C     | Lito             |
| -  | Portogallo (bandiera)    | C     | Carlos Xavier    |
| -  | Portogallo (bandiera)    | C     | António Sousa    |
| -  | Portogallo (bandiera)    | C     | Jaime Pacheco    |
| -  | Portogallo (bandiera)    | C     | José Passos      |
| -  | Guinea-Bissau (bandiera) | A     | José Forbs       |
| -  | Portogallo (bandiera)    | A     | José Lima        |
| -  | Brasile (bandiera)       | A     | Eldon            |
| -  | Portogallo (bandiera)    | A     | Rui Jordão       |
| -  | Portogallo (bandiera)    | A     | Dito             |
| -  | Argentina (bandiera)     | A     | Sérgio Saucedo   |
| -  | Portogallo (bandiera)    | A     | Manuel Fernandes |
| -  | Inghilterra (bandiera)   | A     | Raphael Meade    |

## Risultati

### Taça de Portugal
| Ponte de Sor 17 novembre 1985 Secondo turno              | Eléctrico | 1 – 2 referto        | Sporting Lisbona |  |
| \| \| \| \| \| ? \| Marcatori \| 38’ Morato 84’ Sousa \| |           |                      |                  |  |
|                                                          |           |                      |                  |  |
| ?                                                        | Marcatori | 38’ Morato 84’ Sousa |                  |  |

| Arbitro: | Mouco |

|                                      |           |  |
| Rui Jordão 33’ M. Fernandes 50’, 80’ | Marcatori |  |

| Lisbona 25 gennaio 1986 Sedicesimi di finale                                                       | Sporting Lisbona | 6 – 0 referto | União de Coimbra | Estádio José Alvalade |
| \| \| \| \| \| Sousa 17’ Meade 37’ M. Fernandes 40’, 66’, 69’ (rig.) Morato 45’ \| Marcatori \| \| |                  |               |                  |                       |
| |                  |               |                  |                       |
| Sousa 17’ Meade 37’ M. Fernandes 40’, 66’, 69’ (rig.) Morato 45’                                   | Marcatori        |               |                  |                       |

| Lisbona 11 febbraio 1986 Ottavi di finale                                     | Sporting Lisbona | 2 – 1 referto | Barreirense | Estádio José Alvalade |
| \| \| \| \| \| M. Fernandes 15’ Rui Jordão 37’ \| Marcatori \| 43’ Barreto \| |                  |               |             |                       |
|                                                                               |                  |               |             |                       |
| M. Fernandes 15’ Rui Jordão 37’                                               | Marcatori        | 43’ Barreto   |             |                       |

| Arbitro: | Silva |

|                                                             |           |  |
| Rui Águas 11’ Wando 40’, 90’ Álvaro 84’ Manniche 86’ (rig.) | Marcatori |  |

### Coppa UEFA
| Arbitro: | Valentine |

|                                      |           |          |
| M. Fernandes 29’, 63’ Rui Jordão 34’ | Marcatori | 77’ Duut |

| Arbitro: | Dočev |

|                      |           |           |
| Eriksen 44’ Been 66’ | Marcatori | 59’ Litos |

| Tirana 23 ottobre 1985 Secondo turno – Andata | Dinamo Tirana | 0 – 0 referto | Sporting Lisbona | Stadiumi Kombëtar Qemal Stafa (19 000 spett.)\| Arbitro: \| Petrescu \| |
| Arbitro:                                      | Petrescu      |               |                  |                                                                         |

| Arbitro: | Farrell |

|              |           |  |
| Venâncio 66’ | Marcatori |  |

| Arbitro: | Daina |

|                         |           |           |
| Sarabia 13’ Salinas 58’ | Marcatori | 72’ Meade |

| Arbitro: | Keizer |

|                                             |           |  |
| M. Fernandes 20’ (rig.) Meade 56’ Sousa 74’ | Marcatori |  |

| Arbitro: | Courtney |

|           |           |                      |
| Meade 55’ | Marcatori | 89’ (rig.) K. Allofs |

| Arbitro: | Casarin |

|                       |           |  |
| K. Allofs 7’ Bein 37’ | Marcatori |  |

## Statistiche

### Statistiche di squadra
| Competizione     | Punti | Totale | Totale | Totale | Totale | Totale | Totale | DR  |
| Competizione     | Punti | G      | V      | N      | P      | Gf     | Gs     | DR  |
| ---------------- | ----- | ------ | ------ | ------ | ------ | ------ | ------ | --- |
| Primeira Divisão | 46    | 30     | 20     | 6      | 4      | 64     | 20     | +44 |
| Taça de Portugal | -     | 5      | 4      | 0      | 1      | 13     | 7      | +6  |
| Coppa UEFA       | -     | 8      | 3      | 2      | 3      | 10     | 8      | +2  |
| Totale           | -     | 43     | 27     | 8      | 8      | 87     | 35     | +52 |